# The Hollow Men

The Hollow Men foi uma banda indie britânica de Leeds, Inglaterra. O grupo recebeu o nome do poema de TS Eliot. Os membros eram David Ashmoore (vocalista), Choque (guitarrista), Howard Taylor (baixista), Brian E. Roberts (guitarrista) e Jonny Cragg (baterista). Entre 1985 e 1994 The Hollow Men lançou quatro álbuns e vários singles.
Começando como uma dupla para o primeiro single "Late Flowering Lust" (com a participação do baixista John Dean), David Ashmoore (David Owen) e Choque (que anteriormente estava na banda Salvation de Leeds) se juntaram ao baixista permanente Howard Taylor para o álbum de estreia Tales Of The Riverbank, lançado por sua própria gravadora Evensong.
O trio gravou outro álbum chamado The Man Who Would Be King novamente na gravadora Evensong antes do baterista Jonny Cragg, que havia participado do álbum e do guitarrista Brian E. Roberts, um ex-colega de banda de Taylor quando eles estavam no The Passmore Sisters juntos, se juntarem.
Eles assinaram com a gravadora Arista Records em 1988 e lançaram seu single de estreia, "White Train", que era uma versão remixada da música que apareceu originalmente no álbum The Man Who Would Be King. Em dezembro de 1989, a revista musical britânica NME informou que The Hollow Men, junto com outros como Carter the Unstoppable Sex Machine e The Charlatans, foram escolhidos como 'estrelas do amanhã'. O único álbum que a banda gravou para Arista Records foi Cresta, lançado em 1990. A banda se separou em 1991.
O álbum Twisted composto por faixas inéditas, demo e faixas ao vivo foi lançado nos EUA apenas pela gravadora November Records em 1994.

## Discografia

### Álbuns
| Ano  | Título                    | Gravadora            | Posições em rankigs              | Posições em rankigs           |
| Ano  | Título                    | Gravadora            | Ranking de álbuns do Reino Unido | Ranking de álbuns pop dos EUA |
| ---- | ------------------------- | -------------------- | -------------------------------- | ----------------------------- |
| 1986 | Tales Of The Riverbank    | Dead Man's Curve     |                                  |                               |
| 1988 | The Man Who Would Be King | Dead Man's Curve     |                                  |                               |
| 1990 | Cresta                    | Evensong, Arista BMG |                                  |                               |
| 1994 | Twisted                   | November Records     |                                  |                               |

### EPs e singles
| Ano  | Título                        | Gravadora            | Posições no ranking               | Posições no ranking  |
| Ano  | Título                        | Gravadora            | Ranking de singles do Reino Unido | Rock moderno dos EUA |
| ---- | ----------------------------- | -------------------- | --------------------------------- | -------------------- |
| 1985 | Late Flowering Lust           | Evensong             |                                   |                      |
| 1987 | Gold and Ivory                | Evensong             |                                   |                      |
| 1989 | The Drowning Man              | Blind Eye Records    |                                   |                      |
| 1989 | White Train                   | Evensong, Arista BMG |                                   |                      |
| 1990 | The Moon's A Balloon          | Evensong, Arista BMG |                                   |                      |
| 1991 | November Comes                | Evensong, Arista BMG |                                   |                      |
| 1991 | Pink Panther                  | Evensong, Arista BMG |                                   |                      |
| 1991 | EP ao vivo (somente promoção) | Evensong, Arista BMG |                                   |                      |